# مزار شیخ قطب‌الدین شکرریز
مزار شیخ قطب الدین شکر ریز مربوط به صدر اسلام تا دوره صفوی است و در شهرستان خواف، بخش مرکزی، روستای سجاوند واقع شده و این اثر در تاریخ ۱۰ خرداد ۱۳۸۲ با شمارهٔ ثبت ۸۷۴۱ به‌عنوان یکی از آثار ملی ایران به ثبت رسیده است.